# بوبروفكا
بوبروفكا (بالروسية: Бобровка) هي مدينة في مقاطعة تشيليابينسك أوبلاست في روسيا.